# Caroline Franc
Caroline Franc, également connue sous le nom de Caroline Desages, est une journaliste, écrivaine et scénariste française, née en 1971.

## Biographie
Après une formation de journaliste au CFJ, elle travaille d'abord chez AEF info, où elle travaille particulièrement sur l'enseignement supérieur.
À partir de 2007, elle écrit des livres pratiques sur la vie quotidienne aux éditions Hachette, et tient le blog Pensées de rondes et en a tiré le spectacle Dans la peau d'une grosse, jouée pendant un an au théâtre le Lieu.
En 2011, elle devient pigiste pour de nombreux journaux et magazines : d'une part pour la presse féminine (Psychologies magazine, Cosmopolitan, Pleine Vie ou encore Avantages), de l'autre toujours sur les sujets d'enseignements supérieur.
Également scénariste, elle travaille à plusieurs reprises pour la télévision. Elle collabore à la série télévisée Parents mode d'emploi (France 2) comme scénariste puis directrice de collection. Elle rejoint la série Clem (TF1) à partir de la saison 8. Elle est également scénariste de téléfilms télévisuelles (Liés pour la vie, d'après le roman de Laëtitia Milot, 2021) ou d'épisodes isolés de série (Joséphine, ange gardien).
Elle est enfin l'auteur d'un roman, Mission hygge, en 2018.

## Œuvres
- Comment baiser en cachette, Paris : Hachette, 2007
- Comment être une bonne mère indigne ?,  Paris : Hachette pratique, 2007
- Comment grignoter en cachette, Paris : Hachette pratique, 2007
- Libido en berne ? Pimentez votre couple !, Paris : Hachette pratique, 2007
- Et si j'arrêtais d'avoir peur de m'engager, de faire un bébé, de changer de boulot, Paris : Hachette pratique, 2008
- Êtes-vous sûre d'avoir trouvé le bon ?, Paris : Hachette pratique, 2009
- Maman, faut couper le cordon !, Paris : Hachette pratique, 2009
- Comment séduire un homme (à coup sûr) , Paris : Hachette pratique, 2010
- 30 jours pour se débarrasser de ses complexes, Levallois-Perret : Studyrama-Vocatis, 2011
- Abécédaire de mon bébé, Paris : Chêne, 2012
- Abécédaire d'une femme enceinte, Paris : Chêne, 2012
- Cojean tout simplement, Paris : La Martinière, 2012
- Le guide des super parents de jumeaux,  Paris : Mango, 2017
- Le guide des super parents d'ados, Paris : Mango, 2017
- Heureux au travail ! 52 situations de crise à résoudre en un clin d'œil, Paris : éditions First, 2017
- Mission hygge, Paris : éditions First, 2018